# Море-Ю
Море-Ю (Морею, Хайпудыра, Хэйбидя-Пэдар) — река в Ненецком автономном округе России. Длина реки — около 272 км. Площадь водосборного бассейна — 4530 км².
Берёт начало близ Вашуткиных озёр на высоте около 200 м. Протекает по Большеземельской тундре, извилиста. Впадает в Хайпудырскую губу Баренцева моря. Питание снеговое и дождевое. В бассейне Море-Ю — множество озёр.
Река протекает по тундре, но в среднем её течении сохранился участок реликтового леса Хабидепадара (Хэйбидя-Пэдар), что в переводе с ненецкого означает «священный, святой, грешный лес». Геологом Г. А. Черновым, а затем в 1967 году во время раскопок В. И. Канивцом в нём было обнаружено языческое святилище VI—XIV веков, где нашли в общей сложности около трех тысяч различных предметов, в том числе бронзовые бусы-флакончики приладожского происхождения. В 1999 году здесь был создан заказник Море-Ю. Ранее — 8700-9400 лет назад, леса в бассейне Море-Ю произрастали повсеместно, об этом свидетельствуют многочисленные обломки древесных стволов (диаметром до 20 см.), встречающихся в береговых обрывах реки и её притоков (Сябу-Ю, Веснию, Яйнаты-вис и других).